# Pristimantis bicantus
Pristimantis bicantus là một loài động vật lưỡng cư trong họ Strabomantidae, thuộc bộ Anura. Loài này được Guayasamin & Funk mô tả khoa học đầu tiên năm 2009.